# Cancán

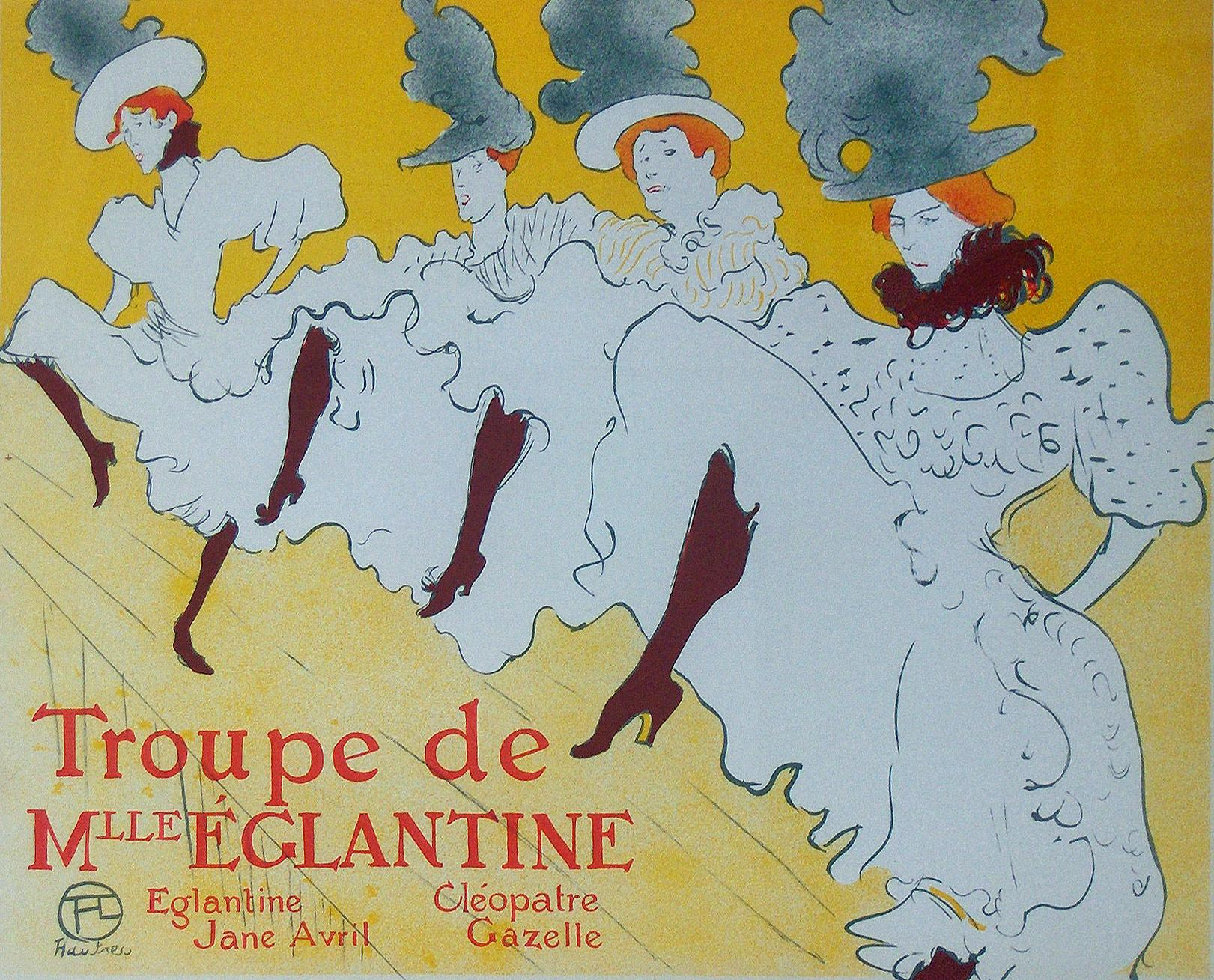
Representación del can-can por Henri de Toulouse-Lautrec, 1895

El cancán o can-can (el uso sin guion viene del original francés: cancan [pronunciación en francés: /kɑ̃kɑ̃/]) es un baile de alta energía y exigencia física que se convirtió en un conocido music hall en la década de 1840, continuando su popularidad en el cabaré francés hasta nuestros días. Originalmente bailado por ambos sexos, está tradicionalmente asociado al femenino. Sus principales características son las patadas altas, split y piruetas varias. La melodía que más se asocia es el Galop infernal del Orfeo en los infiernos de Jacques Offenbach.

## Origen
El cancán apareció por primera vez en los salas de baile de la clase trabajadora del barrio parisino de Montparnasse alrededor de 1830. Era una versión más animada del galope, un baile rápido en un compás de 2/4, el cual solía ser la figura final en la cuadrilla. Por lo tanto, el cancán era originalmente una danza para parejas, las cuales realizaban patadas altas y otros gestos con los brazos y las piernas. Se cree que éstos fueron influenciados por los movimientos de un popular animador de los años 1820, Charles Mazurier, quien era muy conocido por sus demostraciones acrobáticas, las cuales incluían el grand écart, que más tarde sería una característica popular del cancán. Para este momento, y durante la mayor parte del siglo XIX en Francia, el baile fue también conocido como el chahut. Ambos términos son franceses, cancan significa 'escándalo', mientras que chahut significa 'ruido' o 'alboroto'.
A medida que los bailarines de cancán se volvieron más habilidosos y arriesgados, fue desarrollando gradualmente una existencia paralela como entretenimiento además de la forma participativa. Unos pocos hombres fueron estrellas del cancán entre los años 1840 y 1860, pero las mujeres bailarinas fueron mucho más populares. Estas eran mayormente cortesanas de mediana categoría, y sólo animadoras semiprofesionales —a diferencia de las bailarinas de los años 1890, tal como La Goulue y Jane Avril, quienes eran muy bien remuneradas por sus presentaciones en el Moulin Rouge y en otros lugares—. Estas mujeres desarrollaron los variados movimientos de cancán que fueron luego incorporados por el coreógrafo Pierre Sandrini en el espectáculo "Cancán francés", el cual presentó en el Moulin Rouge en los años 1920 y en su propio Bal Tabarin a partir de 1928. En 1924 se estrenó la primera presentación en Londres del musical "Can Can".

## Reglas
El cancán se baila en un compás de 2/4, y en la actualidad se suele bailar en un escenario, formando una hilera. En la Francia del siglo XIX, el cancán permaneció como una danza para bailarines individuales, quienes se exponían en la pista de baile. En el Reino Unido, los Estados Unidos y otros lugares, el cancán adquirió popularidad en salones de baile, en donde era bailado por grupos de mujeres con rutinas coreografiadas. Este estilo fue importado a Francia en los años 1920 para el beneficio de los turistas, y así nació el cancán francés —una rutina altamente coreografiada que dura alrededor de diez minutos, con oportunidad para que cada bailarín muestre sus especialidades—.
Los principales movimientos son la patada alta o battement, el rond de jambe (rápido movimiento rotativo de la pantorrilla con la rodilla levantada y la falda sostenida a lo alto), el port d'armes (girar sobre una pierna, mientras se sostiene la otra por el tobillo de forma casi vertical), el puente y el grand écart. Además, la práctica del cancán casi siempre incluye gritos, chiflidos y trinos mientras se baila.

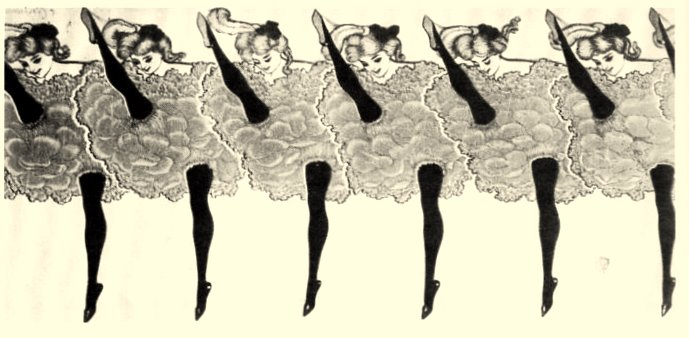
Bailarinas de can can en un cartel de finales del

## Cancán en la cultura

### En el arte

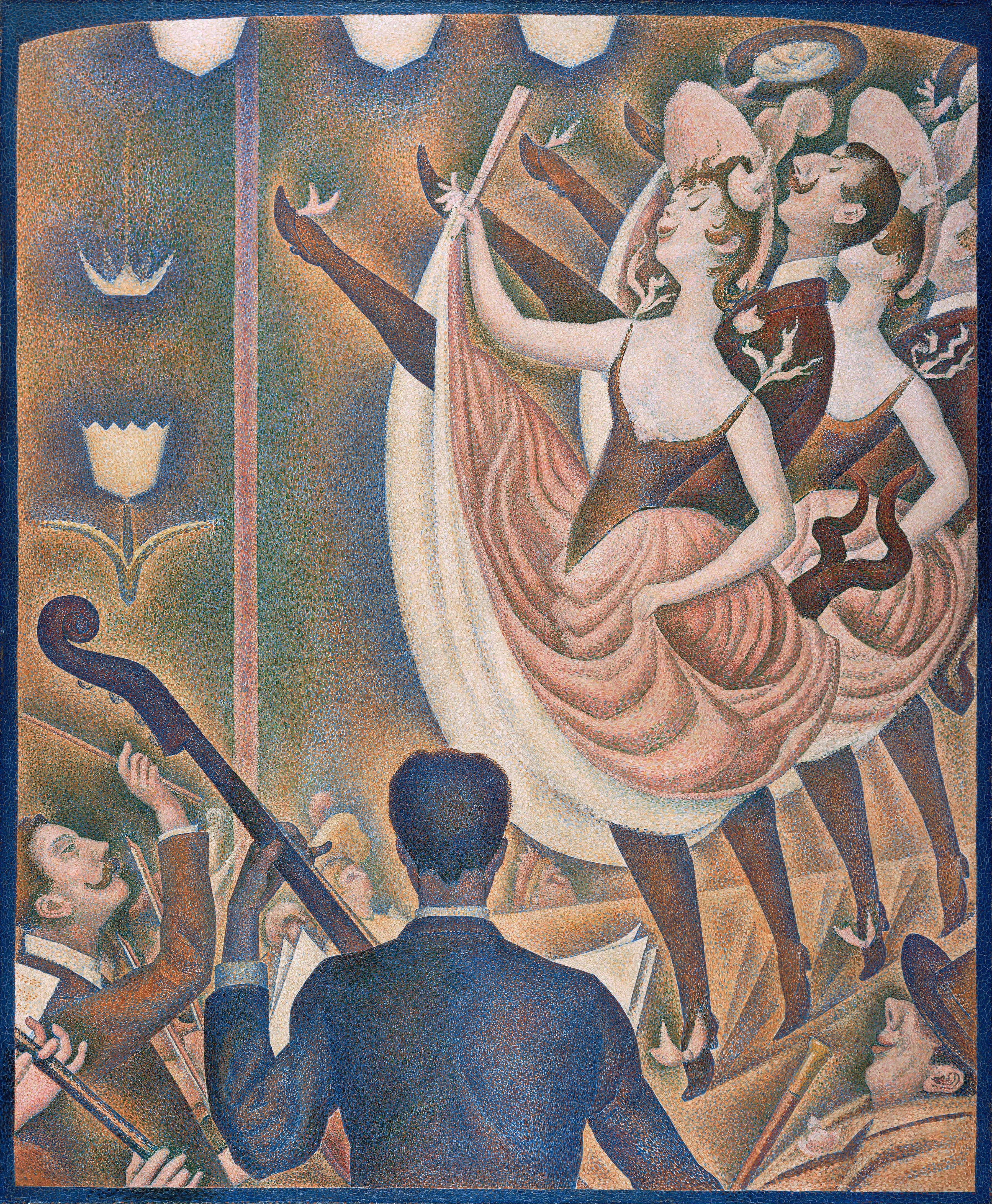
Georges Seurat, Can-Can (Le Chahut), 1889-90.

Muchos compositores han escrito música para el cancán. La pieza más conocida es el galop infernal del compositor francés Jacques Offenbach en Orfeo en los Infiernos (1858). Otros ejemplos se pueden apreciar en ] (1905) de Franz Lehár y en el musical Can-Can (1954) de Cole Porter el cual formó la base para la película musical de 1960 también titulada Can-Can, de Walter Lang, con Shirley MacLaine, Frank Sinatra y Maurice Chevalier. Algunas otras canciones que han sido asociadas con el cancán incluyen la Danza del sable de Aram Jachaturián y la canción de music-hall Ta-ra-ra Boom-de-ay de Henry Sayers.
El cancán ha aparecido frecuentemente en el ballet, siendo los más notables La boutique fantasque (1919) y Gaîté Parisienne de Léonide Massine, así como La viuda alegre (ballet). Un ejemplo particularmente bueno puede verse en el clímax de la película French Cancan (1954) de Jean Renoir.
El pintor francés Henri de Toulouse-Lautrec produjo varios cuadros y una gran cantidad de carteles sobre las bailarinas de cancán. Otros pintores que han tratado el cancán como tema en sus obras incluyen a Georges Seurat, Georges Rouault y Pablo Picasso.

### La imagen del cancán

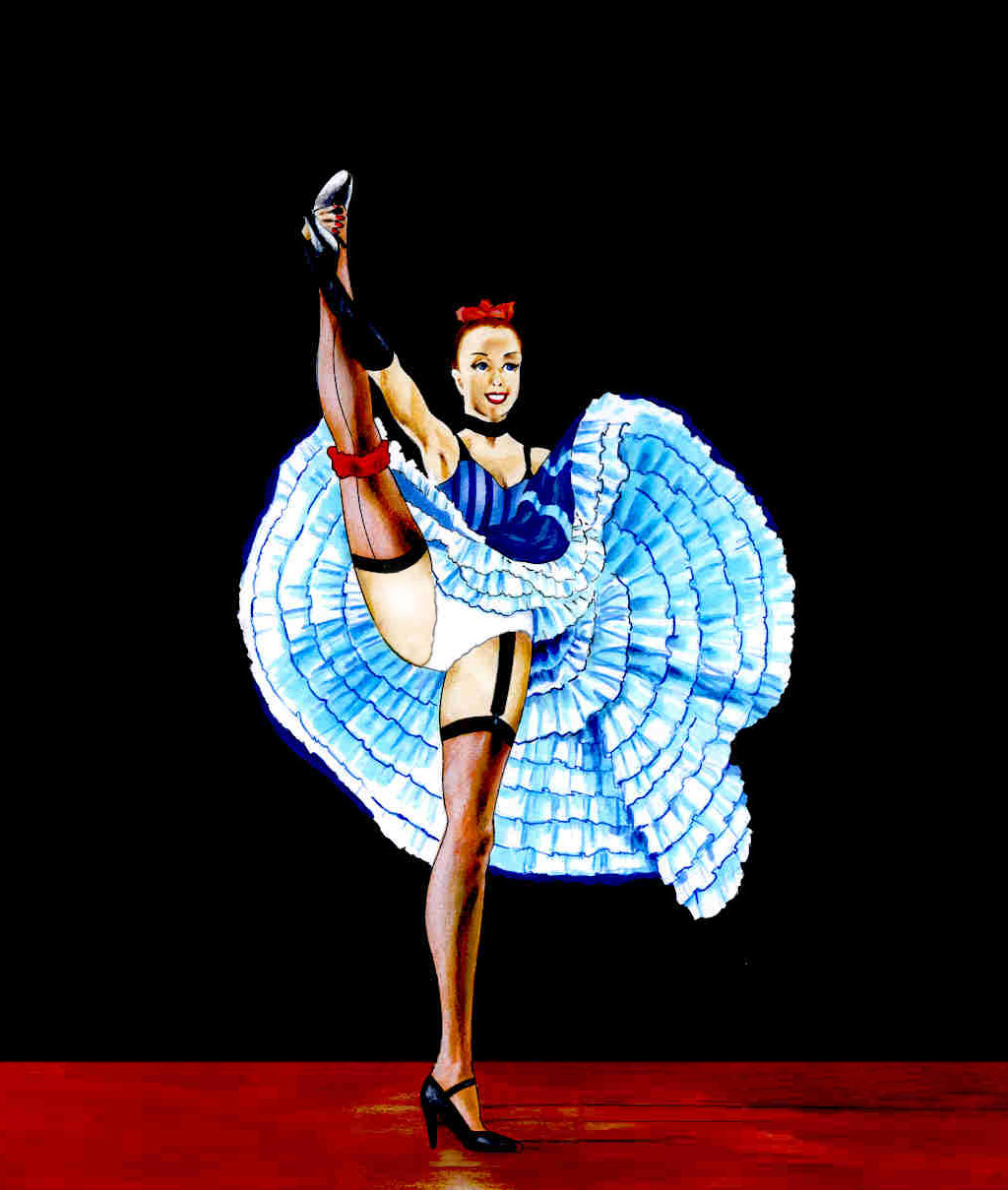
Pied en l'air.

El cancán cristaliza la imagen de una sociedad parisina frívola y canalla, la cual es descrita caricaturalmente en La vie parisienne (La vida parisina) de Offenbach. En una de las escenas, las mujeres muestran su ropa interior, levantando sus encajes: la provocación mezclada con complicidad hace furor.
Las medias negras y los portaligas toman apodos muy gráficos y con gran connotación sexual. El cancán simboliza allí un primer panorama de liberación sexual y emancipación de la mujer, que es ahora quien seduce.
La Guide des plaisirs de París (Guía de los placeres de París) de 1898, por su parte, da la siguiente descripción de las bailarinas:

Un ejército de jóvenes muchachas que están allí para bailar este divino alboroto parisino, como su reputación lo exige [...] con una elasticidad cuando lanzan su pierna en el aire que nos deja predecir una flexibilidad moral al menos igual.

### En el cine
- French Cancan (1954), de Jean Renoir, con Jean Gabin y María Félix.
- Can-Can (1960), de Walter Lang, música de Cole Porter, con Frank Sinatra, Shirley MacLaine y Maurice Chevalier.
- Looney Tunes: De nuevo en acción (2003) la canción aparece cuando Elmer Gruñón persigue a Bugs Bunny y al Pato Lucas, y se esconden en unas pinturas donde los dos últimos se disfrazan de baarinas de cancán.

### En video y mp3
- French Can Can (DVD), Jean Renoir. René Château, 1979. (en versión original francesa sin subtítulos).
- CAN CAN Classics Version (Mp3), 2007-6923838 Legran Studio Composers "I Love Classics" Album, publicado con el permiso del propietario de los derechos sobre la versión

### Otras apariciones

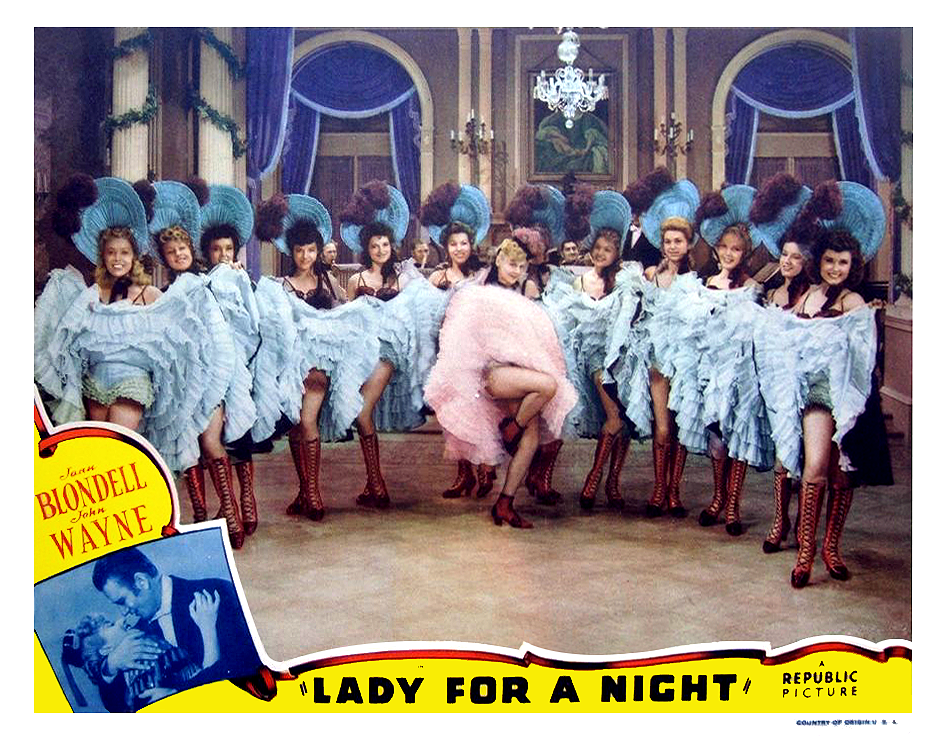
Lady For a Night, 1942.

- En el juego Pirata de Super Mario World, la música de presentación es un cancán.
- En el juego Dance Dance Revolution: Disney Dancing Museum, la canción «Russian Dance» es un cancán.
- En el juego Super Mario Land, cuando Mario obtiene una estrella, se puede oír esta un cancán, en lugar de la música que sale normalmente cuando Mario toma una estrella en videojuegos 2D.
- En la serie de juegos de baile Pump It Up, aparece una versión del cancán más corta y rápida llamada «Radezky Can Can», en la cual es mezclada con la Marcha Radetzky.
- La canción fue usada en un episodio de la serie de MTV My Super Sweet 16.
- En el juego Sunset Riders, después de vencer al jefe The Smith Bros, las prisioneras se ponen a bailar un Can-Can.
- La música se modifico para la el tema musical infantil "¡Vamos, Futbol!" de Pinkfong y esta vez con voz
- En el episodio "The Ziff Who Came to Dinner" de la serie animada de televisión Los Simpson, cuando Marge reprende a Artie Ziff por su conducta egocéntrica (lo que envía a Homer a la cárcel), él niega tal afirmación diciendo que piensa «en otras cosas además de "moi"». A continuación, en sus pensamientos, aparecen varios «Arties» bailando el Cancán, lo que hace admitir su creencia en que él mismo es lo más importante en su vida.
- En la serie de videojuegos Pokémon, Aromatisse, un pokémon de tipo hada, parece estar basado en una bailarina de cancán.
- En el segundo acto de la producción musical Bugs Bunny on Broadway, se puede escuchar esta canción siendo dirigida por Bugs Bunny.
- En el juego Lemmings para la Super Nintendo, esta canción aparece en el Nivel 1: «Just Dig!», se puede oír esta un cancán. ya que en las otras versiones como MS-DOS tiene otra canción diferente en vez del cancán.
- En la película Barnyard, los animales ponen música de cancán cuando quieren que el Loco Mike comience a bailar.
- En la serie My Little Pony: Friendship is Magic, en el episodio 21 Pinkie Pie hace un baile queriendo ayudar, siendo una referencia al cancán tanto por el baile como por el traje.
- En el anime Fairy Tail, la música suele oírse en escenas en las que los personajes luchan entre ellos durante riñas humorísticas.
- En los partidos del Bayern de Múnich de la Bundesliga alemana, la canción se reproduce cada que el equipo local mete un gol en su estadio, el Allianz Arena.
- Fue usado para una promo del canal de televisión Studio Universal.
- En el anime Haruhi Suzumiya no Yuutsu, en el episodio "Los suspiros de Haruhi Suzumiya II", se puede escuchar a Haruhi cantando esta canción.